# Rauli Somerjoki
 (janvier 2014).
Si vous disposez d'ouvrages ou d'articles de référence ou si vous connaissez des sites web de qualité traitant du thème abordé ici, merci de compléter l'article en donnant les références utiles à sa vérifiabilité et en les liant à la section « Notes et références ».
Rauli Aarre Tapani Somerjoki, (né le 30 août 1947 à Somero et mort le 14 janvier 1987 à Helsinki), pseudonymes Rauli Somerjoki ou Badding, est un chanteur de rock finlandais,.

## Carrière
En 1963, Badding Somerjoki fondé son premier groupe, The Five Yes.
Il a aussi joué dans le groupe Suomen Talvisota 1939-1940. 
En 1966, Rauli Somerjoki et Mauri Antero Numminen provoquent un scandale majeur avec des chansons provocantes comme ce qu'un jeune mari doit retenir et Jenkka de l'utérus, dont la présentation a entraîné l'interruption de la concert par la police bien que les paroles soient simplement des textes de livres factuels sur le mariage et la sexualité disponibles dans les bibliothèques publiques.

## Discographie
Il était produit par le label finlandais Love Records.
« Fiilaten ja höyläten », « Paratiisi », « Bensaa suonissa », « Ikkunaprinsessa », « Tähdet, tähdet » et « Laivat » font partie de ses morceaux les plus populaires.

### Albums
- Synnyin rokkaamaan (1971)
- Näin käy rock & roll (1974)
- Sydän lämpöä täys (1975)
- Rakkaudella – Raulilta (1982) / Sävel rakkauden (1986) / Bussi Somerolle (2001)
- Ikkunaprinsessa (1982)
- Tähdet, tähdet (1983)
- Laivat (1985)

### Compilations
- Muotokuva 1  (1973)
- Paratiisi – Baddingin parhaat  (1983)
- Rakkauden kiertokulku  (1984)
- Masters  (1986)
- Siniset hetket  (1986)
- Laulajan taival  (1987)
- Laulajan taival 2  (1988)
- Tunteella  (1987)
- Rock ’n’ Roll  (1987)
- Lauluja rakastamisen vaikeudesta  (1988)
- Tähdet: Rauli Badding Somerjoki / Eero Aven  (1988)
- Rauli Badding Somerjoki  (1992)
- Muotokuva  (1992)
- 14 suosikkia!  (1993)
- Kun aika rientää: 16 suosikkia vuosien varrelta  (1993)
- Lauluja rakastamisen vaikeudesta  (1994)
- Kaikki laulut  (1997)
- Täss on Rauli, moi!  (1999)
- Musiikkia Markku Pölösen elokuvasta Badding  (2000)
- Iso lemmen pala – Badding laulaa Elvistä  (2002)
- Henkilökohtaisesti  (2006)
- Singlet 1970–1987  (2017)